# Werner Meyer-Eppler
Werner Meyer-Eppler (Anversa, 30 aprile 1913 – Bonn, 8 luglio 1960) è stato un fisico belga naturalizzato tedesco nonché studioso di acustica sperimentale, fonetica, e teoria dell'informazione.
È noto anche per le sue teorie sulla alea in musica espresse durante le sue lezioni durante i corsi di Corsi estivi di Darmstadt per la Nuova Musica.

## Biografia
Werner Meyer-Eppler nacque ad Anversa il 30 aprile 1913. Studiò matematica, fisica e chimica presso l'Università di Colonia prima, e poi a Bonn dal 1936 al 1939, dove ricevette un dottorato di ricerca in fisica. Dal 1942 al 1945 fu assistente presso l'Università di Bonn, dove ottenne l'abilitazione il 16 Settembre 1942. Dopo la fine della Seconda Guerra Mondiale, Meyer-Eppler spostò le sue ricerche nella fonetica e nella sintesi vocale e nel 1947 fu reclutato da Paul Menzerath alla facoltà di fonetica dell'Università di Bonn, dove divenne assistente il 1 Aprile 1949. Durante questo periodo, Werner Meyer-Eppler pubblicò saggi sulla produzione di linguaggi sintetici, presentando invenzioni americane come il Coder, il Vocoder o la Visible Speech Machine, contribuendo allo sviluppo della elettrolarindge, strumento utilizzato da chi subisce l'asportazione delle corde vocali.
Nel 1949, Meyer-Eppler pubblicò un libro che promuoveva l'idea di produrre musica con mezzi puramente elettronici, e nel 1949 incontrò l'ingegnere del suono e compositore Robert Beyer ed il compositore, musicista e giornalista Herbert Eimert alla Nordwestdeutscher Rundfunk per istituire uno studio di musica elettronica a Colonia. Dopo due anni di lavoro, lo studio aprì ufficialmente il 26 maggio 1953 e divenne in seguito lo studio più importante d'Europa nel suo genere.